# Ingvar Andersson

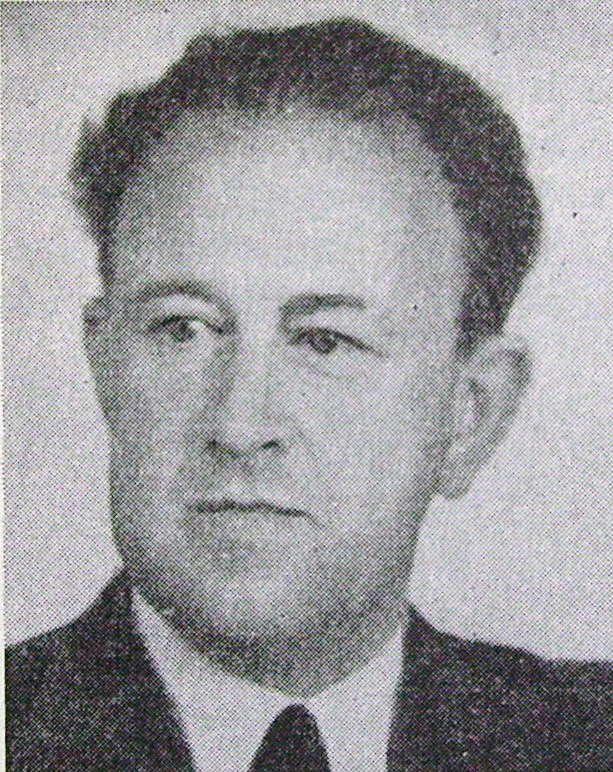
Ingvar Andersson (1957)

Ingvar Andersson (Norra Sandby, 19 maart 1899 - Stockholm, 14 oktober 1974) was een Zweeds schrijver en historicus.
Andersson volgde in 1950 Martin Lamm op als assessor van zetel 2 in de Zweedse Academie. Van 1928 tot 1942 was hij docent in Lund, en van 1942 tot 1946 hoofd bij de Zweedse openbare radio. Van 1960 tot 1965 was hij het hoofd van het Zweedse Rijksarchief. Tussen deze twee laatste banen was hij redacteur bij het Nordisk Tidskrift.